# سلاتینا (سوپوت)
سلاتینا (به صربی: Slatina) یک منطقهٔ مسکونی در صربستان است که در Sopot واقع شده‌است. سلاتینا ۲۵۴ نفر جمعیت دارد.